# Ghiacciaio Geodetic
Il ghiacciaio Geodetic è un ghiacciaio lungo circa 12 km situato nella regione centro occidentale della Dipendenza di Ross, nell'Antartide orientale. Il ghiacciaio, il cui punto più alto si trova a circa 1100 m s.l.m., si trova in particolare all'estremità settentrionale della dorsale Royal Society, sulla costa di Scott, dove fluisce verso est, partendo dal versante nord-orientale del picco Bettle e scorrendo tra il picco Thoreson, a nord, e le cime Thomas, a sud, fino a unire il proprio flusso a quello del ghiacciaio pedemontano Bowers.

## Storia
Il ghiacciaio Geodetic è stato scoperto durante la Spedizione Discovery, condotta da 1901 al 1904 e comandata da Robert Falcon Scott, ma così battezzato solo nel 1993 dal Comitato neozelandese per i toponimi antartici, il quale ha nominato diverse formazioni geografiche in quest'area con nomi relativi alle scienze; il nome del ghiacciaio Geodetic deriva in particolare dalla geodesia, una disciplina appartenente alle scienze della Terra che si occupa della misura e della rappresentazione della Terra, del suo campo gravitazionale e dei fenomeni geodinamici.